# 築港本町
築港本町（ちっこうほんまち）は、福岡県福岡市博多区の町名。現行の行政地名は、築港本町である。大半が海岸の埋立により造成された造成地である。町域北部の港湾施設の総体としては「博多ふ頭」と呼ばれる。埠頭の部分には、東で隣接する沖浜町（中央ふ頭）と一体となって、旅客を主とする港湾機能が充実している。また、町域南東部の福岡国際センター及び福岡サンパレスが、近接地のマリンメッセ福岡（沖浜町）や福岡国際会議場（石城町）とともに、コンベンションセンターの大規模な集積地の一角を構成している。博多ふ頭の基部に当たる町域南西部は共同住宅、事務所等も多く立地する。面積は約21.72ヘクタール。2022年12月末現在の人口は2,376人。郵便番号は812-0021。

## 地理
福岡市の都心部とされる中央区天神の北側、博多区の北西端で、海に面する地域に位置する。北西及び北東で博多湾に面して岸壁等を形成し、東で沖浜町及び石城町と、南で神屋町（かみやまち）及び対馬小路（つましょうじ）と、西で那珂川を介して中央区那の津と隣接する。

### 河川
築港本町の西に接して、那珂川（二級河川）が横断し、北部で河口部を形成して、博多湾に注いでいる。

### 都市計画
都市計画に関しては、「福岡市都市計画マスタープラン」において、築港本町（博多ふ頭等）と隣接する沖浜町（中央ふ頭）、天神周辺、博多駅周辺を核とした一体の地域が都心部として位置付けられている。用途地域は、一部の地域が準工業地域に指定されているが、大部分が商業地域に指定されている。また、埠頭の部分は、用途地域とは別に、都市計画法及び港湾法に基づく臨港地区にも指定されている。さらに、築港本町の一部に沖浜町及び石城町の各一部を加えた区域約16.8ヘクタールの地区については、地区計画の区域として「中央ふ頭地区地区計画」が定められ、展示場、ホテル、会議場等のコンベンション関連施設の立地などにより、ウォーターフロントの交流拠点にふさわしい市街地の形成等を図ることが目標とされている。

## 歴史
現在の福岡国際センター等周辺及び背後地は1900年（明治33年）5月から1906年（明治39年）5月にかけて埋立によって造成された。その後、現在の福岡国際センター等が立地する以前に存在した旧「博多船溜」が1908年（明治41年）10月に竣工した。

現在の埠頭に該当する部分のうちベイサイドプレイス博多埠頭博多第1ターミナル等がある部分については、福岡市による1960年（昭和35年）12月22日の埋立免許取得後、1961年（昭和36年）11月30日に埋立工事が竣工した。さらに同博多第2ターミナル等がある部分については、福岡市による1971年（昭和46年）8月31日の埋立免許取得後、1974年（昭和49年）5月25日に埋立工事が竣工した。

その後、船だまりとして利用されてきた「博多船溜」の西側部分について、博多港株式会社が、1975年（昭和50年）11月に埋立免許の出願、翌年3月に免許の取得、及び同年5月に埋立工事の着手を行い、1977年（昭和52年）8月13日に埋立工事が竣工し、同年10月22日に築港本町に編入された。その後、この埋立地に、1981年（昭和56）年5月に福岡サンパレスが、同年10月に福岡国際センターが、建築された。

## 人口
築港本町の人口の推移を福岡市の住民基本台帳（公称町別）に基づき示す（単位：人）。集計時点は各年9月末現在である。
- 2001年（平成13年）：1,019
- 2002年（平成14年）：1,026
- 2003年（平成15年）：1,043
- 2004年（平成16年）：1,157
- 2005年（平成17年）：1,131
- 2006年（平成18年）：1,271
- 2007年（平成19年）：1,357
- 2008年（平成20年）：1,479
- 2009年（平成21年）：1,568
- 2010年（平成22年）：1,542
- 2011年（平成23年）：1,590
- 2012年（平成24年）：1,648
- 2013年（平成25年）：1,623
- 2014年（平成26年）：1,605
- 2015年（平成27年）：1,656
- 2016年（平成28年）：1,839
- 2017年（平成29年）：2,033
- 2018年（平成30年）：2,057
- 2019年（令和元年）：2,116
- 2020年（令和2年）：2,258
- 2021年（令和3年）：2,257
- 2022年（令和4年）：2,376

## 交通
交通に関しては、公共交通機関としてはバス及び船舶がある。

### 鉄道

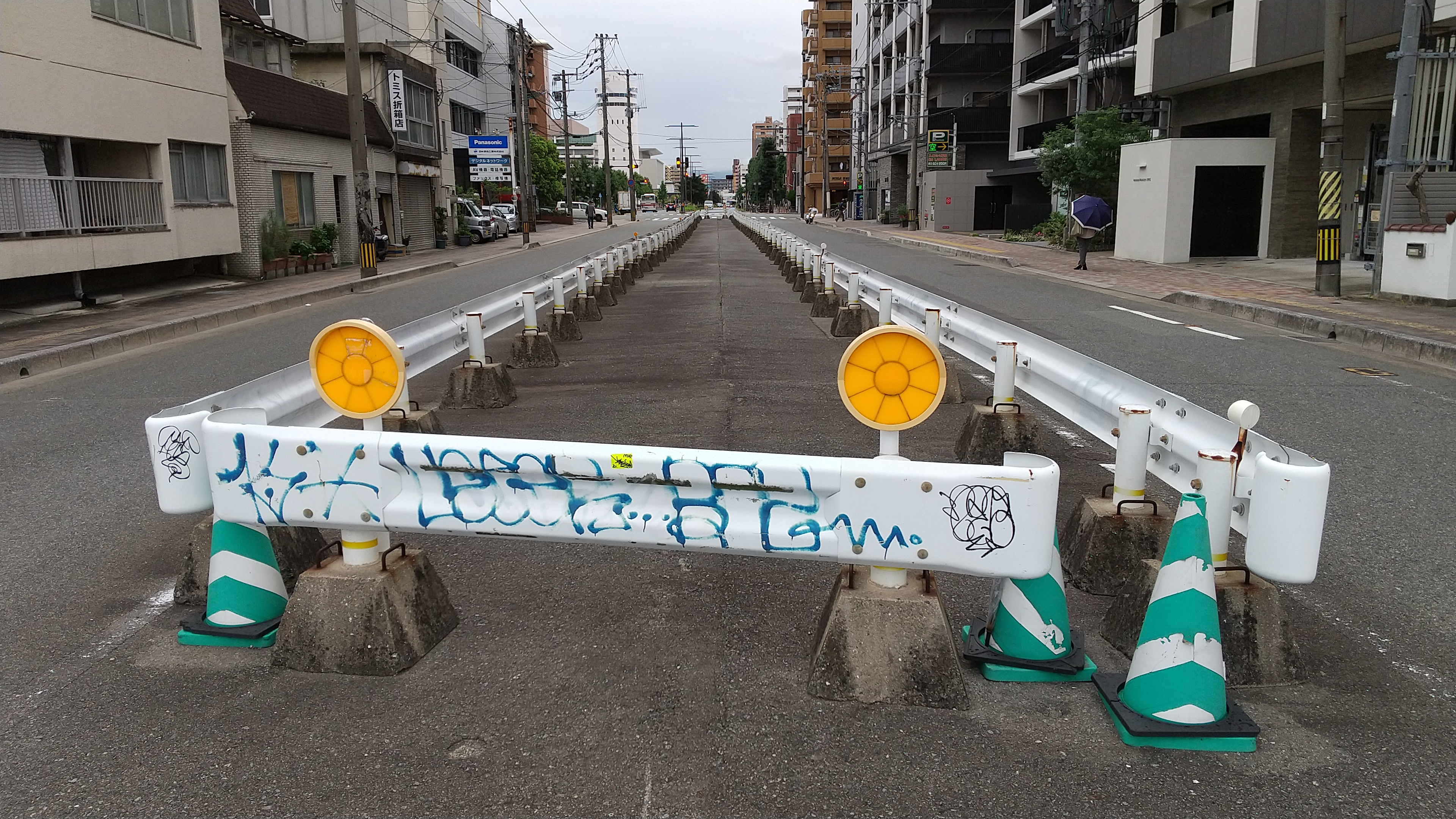
博多臨港線の廃線跡

鉄道は通っていない。最寄りの駅は福岡市交通局が運営する福岡市地下鉄箱崎線の呉服町駅であり、距離は道程で約1.5キロメートルである。呉服町駅附近のバス停から当該地区へ向かうバスの便がある。

なお、町内には旧日本国有鉄道の博多臨港線が通っていたが、1985年（昭和60年）3月14日に博多港駅から福岡港駅までの区間が廃止され、廃線後の鉄道敷地は道路の一部に形跡を残している。

### バス
バスについては、西日本鉄道株式会社が運営するバスが運行しており、次の停留所がある。
- 博多ふ頭（ベイサイドプレイス）
- 築港本町（ベイサイド通り）

### 市内航路
市内航路については、東区志賀島及び海の中道、西区玄界島と結ぶ発着所がある。
- 志賀島航路（きんいん他、博多ふ頭第1ターミナル発、志賀島着、福岡市営渡船）
- 玄界島航路（みどり丸、博多ふ頭第1ターミナル発、志賀島着、福岡市営渡船）
- 海中ライン（マリンライナー他、博多ふ頭第1ターミナル発、海の中道着、安田産業汽船株式会社）

### 国内航路
- 壱岐・対馬航路（フェリーちくし・フェリーきずな他、博多ふ頭第2ターミナル発、郷の浦・厳原他着、九州郵船）
- 壱岐・対馬航路（ヴィーナス他、ベイサイドプレイス発、郷の浦・比田勝他着、九州郵船）
- 対馬航路（うみてらし[注釈 4]、博多ふ頭第2ターミナル発、比田勝着、九州郵船）
- 五島航路（太古、博多ふ頭第2ターミナル発、福江着、野母商船）

### 道路
主な幹線道路は次の通り。
- 福岡都市高速道路（町内に築港出入口がある。）
- 臨港道路須崎東浜線（通称：「埠頭間道路」、一部が「ぴあトピアトンネル」）
- 築港本町475号線（通称：ベイサイド通り）
- 築港本町476号線（道路内に博多臨港線の廃線跡がある。）
- 臨港道路ベイサイド通り（臨港地区内）
- 築港石城町線
- 那の津通り
- 後野福岡線（一部区間で那の津通りと重複）

## 施設

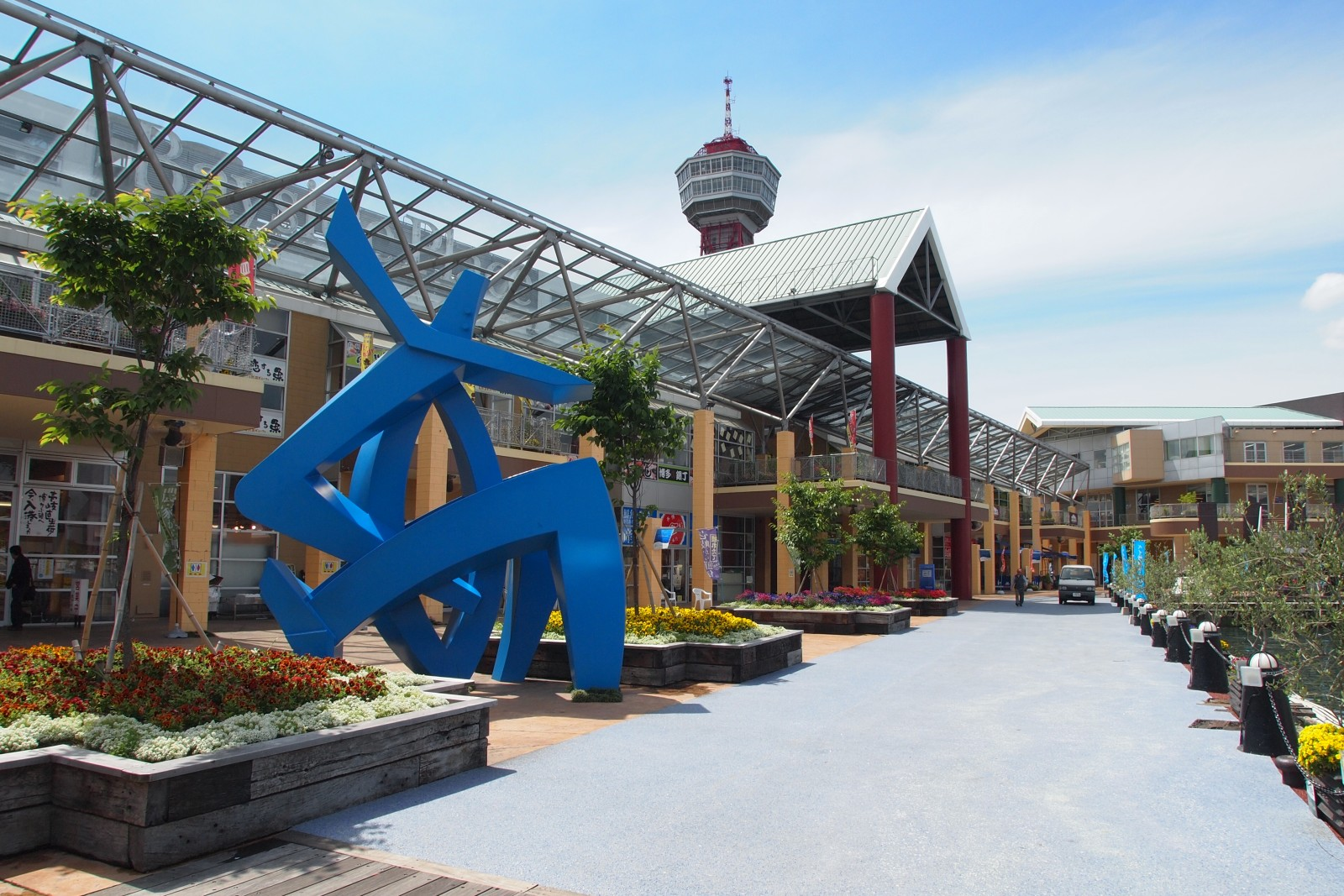
ベイサイドプレイス博多埠頭

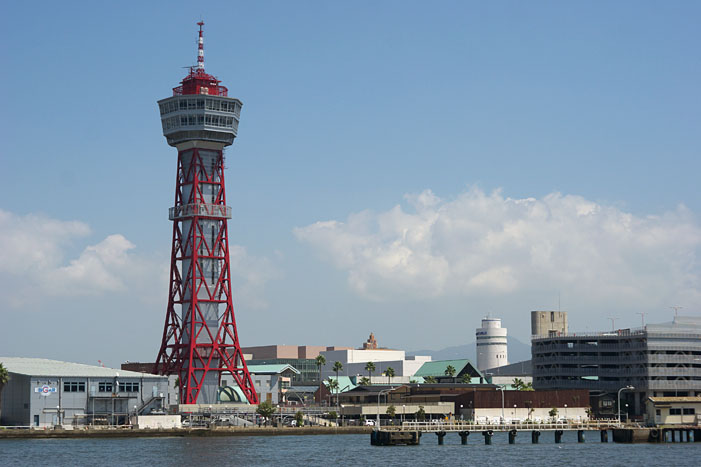
博多ポートタワー

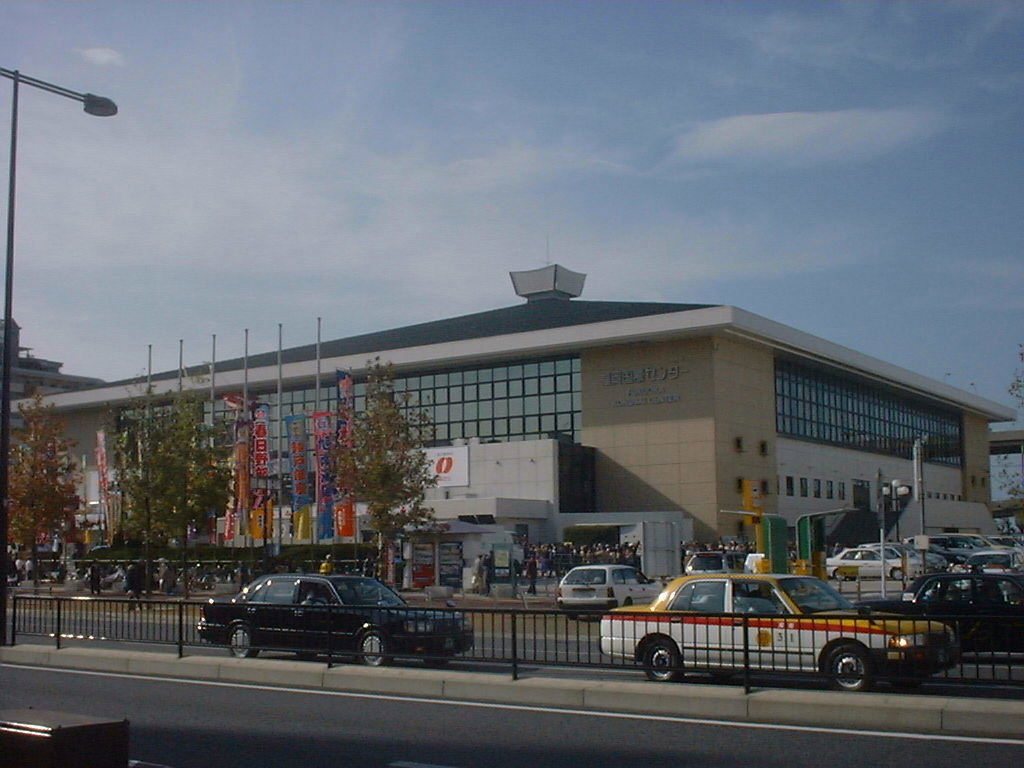
福岡国際センター

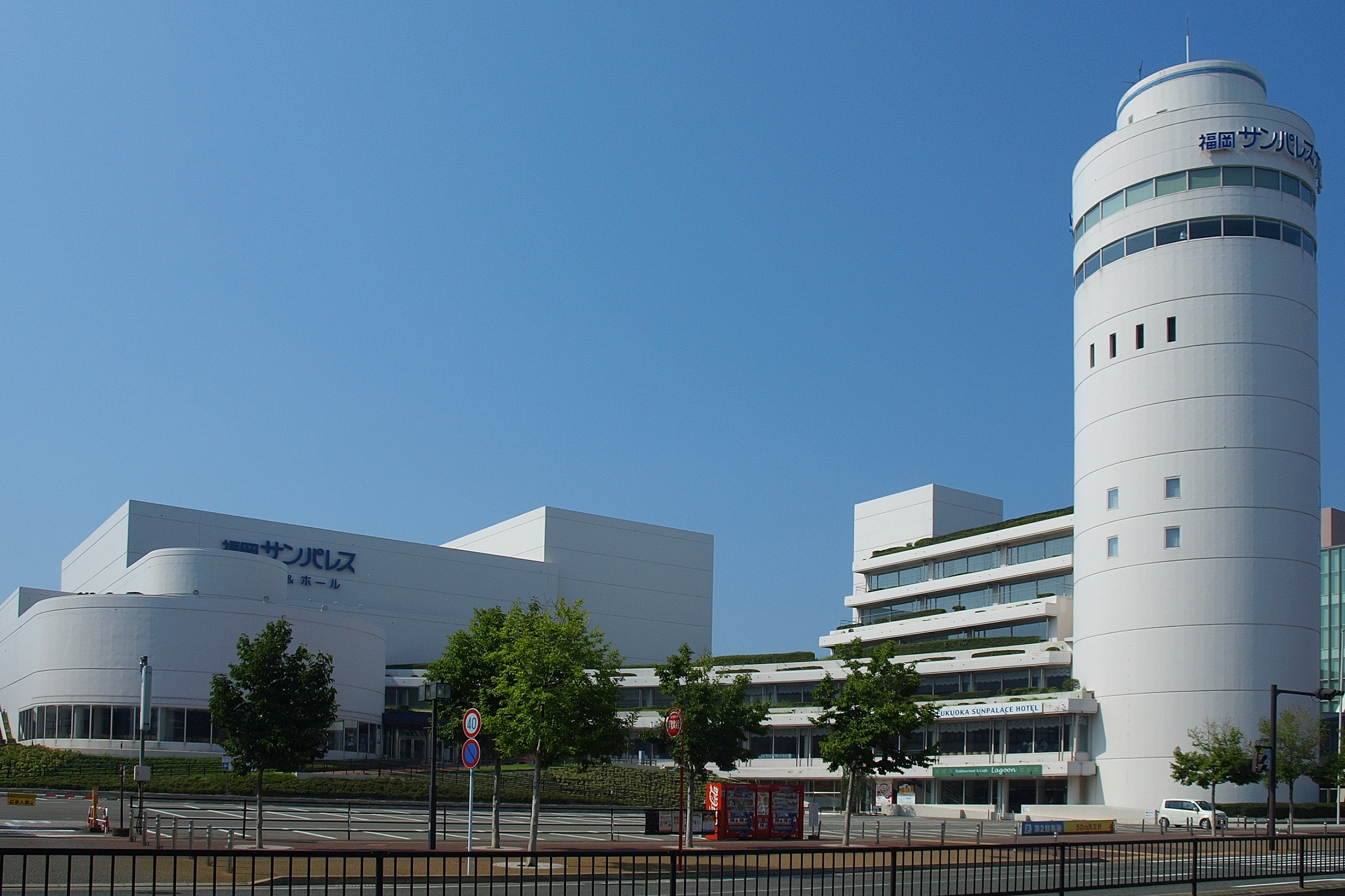
福岡サンパレス

### 公共公益施設
- ベイサイドプレイス博多埠頭博多第1ターミナル
- ベイサイドプレイス博多（利便施設）
- ベイサイドプレイス博多第2ターミナル
- 博多ポートタワー
- 博多港ベイサイドミュージアム（博多ポートタワーの1階部分）
- 博多臨港警察署博多埠頭交番
- 福岡国際センター
- 福岡サンパレス

### 学校
町内に学校は存在しないが、校区については、小学校区、中学校区についてそれぞれ次の学校の校区に属する。
- 小学校：博多小学校
- 中学校：博多中学校